# ランボルギーニ・テメラリオ
ランボルギーニ・テメラリオ（Lamborghini Temerario）は、イタリアの自動車メーカー、ランボルギーニが2024年に発表したハイブリッドスーパーカーである。

## 概要
テメラリオは、ランボルギーニのV10エンジン搭載モデルであったランボルギーニ・ウラカンの後継車種として開発された。名称の「テメラリオ」はスペイン語で「勇敢な」を意味する。
ランボルギーニのハイブリッド戦略「HPEV（High Performance Electrified Vehicle）」の第2弾として、アヴェンタドールの後継であるランボルギーニ・レヴエルトに続き、電動化パワートレインを搭載している。

## 開発と特徴
テメラリオは、新開発の4.0L V型8気筒ツインターボエンジンに、3基の電気モーターを組み合わせたハイブリッドシステムを採用。システム最高出力は920PSに達する。
- エンジン
  - 新開発のV型8気筒ツインターボエンジンは、最高回転数が9,000rpm以上に設定されており、ターボエンジンでありながら高回転域でのパフォーマンスを追求している。

- ハイブリッドシステム
  - 3基の電気モーターが搭載されており、前輪を駆動するフロントEアクスルと、トランスミッションに組み込まれたリアモーターによって、全輪を電動で制御する。これにより、レスポンスの向上、加速性能の強化、そしてEV走行モード（ステルスモード）も可能となっている。

- パフォーマンス
  - 0-100km/h加速は2.7秒、最高速度は343km/hに達する。

- デザイン
  - デザインディレクターであるミィティア・ボルケルト氏の指揮のもと、過去のランボルギーニモデル（特にランボルギーニ・カウンタック）のデザインDNAを受け継ぎつつ、未来的なシルエットを形成している。

- 室内
  - インテリアは、先代モデルのウラカンに比べて室内空間が大幅に広げられ、利便性も向上している。